# Żwirynie (sielsowiet Widze)
Żwirynie – dawny zaścianek. Tereny na których był położony, leżą obecnie na Białorusi, w obwodzie witebskim, w rejonie brasławskim, w sielsowiecie Widze.

## Historia
W czasach zaborów w granicach powiatu nowoaleksandrowskiego Imperium Rosyjskiego.
W latach 1921–1945 zaścianek leżał w Polsce, w województwie nowogródzkim (od 1926 w województwie wileńskim), w powiecie brasławskim, w gminie Widze.
Według Powszechnego Spisu Ludności z 1921 roku zamieszkiwało tu 15 osób, 8 było wyznania rzymskokatolickiego a 7 staroobrzędowego. Jednocześnie 8 mieszkańców zadeklarowało polską przynależność narodową a 7 białoruską. Były tu 3 budynki mieszkalne. W 1931 w 1 domu zamieszkiwało 15 osób.
Miejscowość należała do parafii rzymskokatolickiej w Widzach. Podlegała pod Sąd Grodzki w m. Turmont i Okręgowy w Wilnie; właściwy urząd pocztowy mieścił się w Widzach.